# Eerste klasse basketbal heren (België)
Eerste klasse was de hoogste afdeling van het Belgische mannenbasketbal. De inrichtende macht was de Pro Basketball League (PBL) in samenwerking met de Basketball Belgium (BB). De sponsornaam van de competitie was sinds het seizoen 2016 EuroMillions Basketball League. Voorheen was dat Scooore! League (seizoen 2014- 2015) en de Ethias League. Sinds het seizoen 2021-2022 is deze afdeling vervangen door de Belgisch-Nederlandse BNXT League.

## Geschiedenis
- De landstitel werd voor het eerst uitgereikt tijdens het seizoen 1927-1928.
- Tot de periode 1946-1947 werden er regionale competities gespeeld (Brussel-Luik-Gent-Henegouwen en Antwerpen) daarna volgde er een Nationale Eindronde gespeeld over 5 wedstrijden.
- Vanaf het seizoen 1947-1948 werd er voor het eerst een nationale competitie georganiseerd (de eerste klasse werd excellentie genoemd) met tien ploegen: Semailles, Royal IV, RC Brussel, Union (Brabant), Hellas en Hades (Gent), Ougrée en Sporting Luik (Luik), Fleurus (Henegouwen), Mercurius (Antwerpen).[4]
- Eén jaar later kwam er een tweede klasse bij, in 1949-50 kwamen er twee derdes en nog een seizoen later werden er vier vierde nationales opgericht, zodat er – naar analogie met het voetbal – acht nationale reeksen kwamen. Het betekende een scharniermoment, want tot 1947 kwam basket in de dagbladen slechts voor in de gewestelijke bladzijden. Het ontstaan van nationale reeksen verplichtte hen een volledige bladzijde te wijden aan de sport van ring en bord[5]

- Eerste buitenlanders werden toegelaten tijdens het seizoen 1963-1964
- Vanaf het seizoen 1965-1966 werden de eerste- en tweedeklassers verplicht in een zaal te spelen, voorheen was het gebruikelijk te spelen in de buitenlucht op basketbalpleintjes
- Intrede van de publiciteit, ook al werden shirtsponsors of commerciële benamingen verboden , werden vanaf seizoen 1966-1967 enkele ploegen inventief door afkortingen te gebruiken: Racing BELL (Basketbal Eist Lichamelijke Lenigheid), Antwerpse FORD (Fysieke Ontspanning met Raad en Daad) of Zaziko MANN (Met Aansluiting Nieuwe Neringdoeners).
- Vanaf het seizoen 1972-1973 werd de tiensecondenregel ingevoerd.
- Invoering Play-offs vanaf seizoen 1979-1980.
- Invoering driepuntenregel (gelukte doelpoging buiten de 6,25m-lijn) vanaf het seizoen 1984-1985.
- Eind 2001 paste de basketbalbond zich aan de staatsstructuren aan en kwam er een splitsing in een Vlaamse Basketballiga en een Association Wallonie-Bruxelles de Basketball. Deze herstructurering liet toe vanwege de overheid belangrijke financiële toelagen te verkrijgen. De nationale basketbalbond Basketball Belgium, met een overkoepelend orgaan, bleef verantwoordelijk voor de competitie in eerste (Euromillionsleague), tweede en derde nationale (Topdivision), voor de bekerorganisatie en ze ontfermde zich over de nationale ploegen.[5]
- Vanaf het seizoen 2021-2022 zal men voor het eerst een Belgisch-Nederlandse basketbalcompetitie inrichten: de BNXT League. In een eerste fase wordt in België en Nederland een reguliere nationale competitie gespeeld, daarna zal de top 6 van elke nationale competitie uitkomen in de nieuwe BNXT League.[6] De huidige play-offs blijven bestaan om de Belgische titel uit te reiken.

## Competitie
Om de financiële stabiliteit van de clubs uit eerste divisie te vrijwaren werd besloten in 2008 dat degradatie uit de eerste divisie niet langer mogelijk is. Een team uit tweede divisie zou, mits het behalen van een licentie, wel nog naar de Euromillions League kunnen promoveren.
In het seizoen 2020/21 wordt de competitieformule opnieuw gespeeld in twee ronden. De eerste ronde wordt gespeeld in 2 poules waarbij de ploegen ingedeeld worden op basis van het eindklassement van het seizoen 19-20. Poule A herbergt clubs 1-3-5-7-9 (Filou BC Oostende-Telenet Giants Antwerp-Spirou Charleroi-Kangeroes Basket Mechelen-Phoenix Brussels) terwijl in poule B clubs 2-4-6-8-10 (Belfius Mons-Hainaut-Hubo Limburg United-Stelle Artois Leuven Bears-Okapi BC Aalst-VOO Liège Basket) het tegen elkaar opnemen. In elke poule speelt iedereen één keer uit en thuis tegen elkaar. In de tweede competitieronde spelen alle clubs één keer uit en thuis tegen elkaar. Punten uit de eerste ronde worden behouden bij het begin van de tweede ronde.
De competitie begon op 6 November 2020 en zal lopen tot 16 Mei 2021, gevolgd door play-offs met acht ploegen.
Het seizoen startte me strenge protocollen, waaronder tweemaal per week een coronatest, publiek werd niet toegelaten. De Pro Basketball League introduceerde vanaf 1 mei een aanpassing van het reglementair kader voor de afwerking van de laatste twee weken van de competitie en de play offs : Alle wedstrijden worden gespeeld; wedstrijden kunnen niet langer uitgesteld worden omwille van drie of meer covid-gerelateerde afwezigheden.
Het FIBA reglement wordt toegepast voor het opstellen van spelers; dit houdt in dat er minstens 5 spelers op het wedstrijdblad moeten staan om de wedstrijd aan te vatten. Indien een club niet speelt, zal de wedstrijd als verloren beschouwd worden; voor de wedstrijden van het reguliere seizoen houdt dit in dat de club 1 punt krijgt in het klassement. Het normale testritme wordt verhoogd naar minstens 3 testen per week; hoe dan ook is er altijd een test de dag voor de wedstrijd.

## Teams
| Club                       | Stad      | Arena                            | Capaciteit |
| -------------------------- | --------- | -------------------------------- | ---------- |
| Phoenix Brussels           | Brussel   | Sportcomplex Neder-Over-Heembeek | 1.200      |
| Limburg United             | Hasselt   | Stedelijke sporthal Alverberg    | 1.730      |
| Belfius Mons-Hainaut       | Bergen    | Mons Arena                       | 3.700      |
| Proximus Spirou            | Charleroi | Spiroudome                       | 6.300      |
| Kangoeroes Basket Mechelen | Mechelen  | Sporthal Winketkaai              | 1.000      |
| Liège Basket               | Luik      | Country Hall Ethias              | 5.500      |
| Okapi Aalstar              | Aalst     | Crelan Forum                     | 2.800      |
| Antwerp Giants             | Antwerpen | Lotto Arena                      | 5.218      |
| Leuven Bears               | Leuven    | SportOase Leuven                 | 3.500      |
| BC Oostende                | Oostende  | Sleuyter Arena                   | 5.000      |

## Landskampioenen en finales
| Seizoen   | Kampioen                   | Score | Tweede                      |
| --------- | -------------------------- | ----- | --------------------------- |
| 1927-1928 | Brussels Athletic Club     |       |                             |
| 1928-1929 | Daring C.B.                |       |                             |
| 1929-1930 | Brussels Athletic Club     |       |                             |
| 1930-1931 | Brussels Athletic Club     |       |                             |
| 1931-1932 | Daring C.B.                |       |                             |
| 1932-1933 | Brussels Athletic Club     |       |                             |
| 1933-1934 | Daring C.B.                |       |                             |
| 1934-1935 | Amicale Sportive Bruxelles | 2–0   | Sporting Club Liègeois      |
| 1935-1936 | Amicale Sportive Bruxelles | 2–0   | Sporting Club Liègeois      |
| 1936-1937 | Fresh Air                  | 2–0   | Sporting Club Liègeois      |
| 1937-1938 | Fresh Air                  | 2–0   | Sporting Club Liègeois      |
| 1938-1939 | Anciens IV                 | 2–0   | Sporting Club Liègeois      |
| 1939-1940 | geen competitie            |       |                             |
| 1940-1941 | geen competitie            |       |                             |
| 1941-1942 | Royal IV                   |       |                             |
| 1942-1943 | geen competitie            |       |                             |
| 1943-1944 | geen competitie            |       |                             |
| 1944-1945 | geen competitie            |       |                             |
| 1945-1946 | Semailles BC               |       |                             |
| 1946-1947 | Semailles BC               |       |                             |
| 1947-1948 | Semailles BC               |       |                             |
| 1948-1949 | Semailles BC               |       |                             |
| 1949-1950 | Semailles BC               |       |                             |
| 1950-1951 | Semailles BC               |       |                             |
| 1951-1952 | Royal IV                   |       |                             |
| 1952-1953 | Royal IV                   |       |                             |
| 1953-1954 | Royal IV                   |       |                             |
| 1954-1955 | Hellas Gent                |       |                             |
| 1955-1956 | Antwerpse B.B.C.           |       |                             |
| 1956-1957 | Royal IV                   |       |                             |
| 1957-1958 | Royal IV                   |       |                             |
| 1958-1959 | Antwerpse B.B.C.           |       |                             |
| 1959-1960 | Antwerpse B.B.C.           |       |                             |
| 1960-1961 | Antwerpse B.B.C.           |       |                             |
| 1961-1962 | Antwerpse B.B.C.           |       |                             |
| 1962-1963 | Antwerpse B.B.C.           |       |                             |
| 1963-1964 | Antwerpse B.B.C.           |       |                             |
| 1964-1965 | Racing Mechelen            |       |                             |
| 1965-1966 | Racing Mechelen            |       |                             |
| 1966-1967 | Racing Mechelen            |       |                             |
| 1967-1968 | Standard Luik              |       |                             |
| 1968-1969 | Racing Bell Mechelen       |       |                             |
| 1969-1970 | Standard Luik              |       |                             |
| 1970-1971 | Bus Lier                   |       |                             |
| 1971-1972 | Bus Lier                   |       |                             |
| 1972-1973 | Racing Ford Antwerpse      |       |                             |
| 1973-1974 | Racing Maes Pils Mechelen  |       |                             |
| 1974-1975 | Racing Maes Pils Mechelen  |       |                             |
| 1975-1976 | Racing Maes Pils Mechelen  |       |                             |
| 1976-1977 | Standard Luik              |       |                             |
| 1977-1978 | Royal Fresh Air            |       |                             |
| 1978-1979 | Royal Fresh Air            |       |                             |
| 1979-1980 | Racing Maes Pils Mechelen  | 3–1   | Royal Fresh Air             |
| 1980-1981 | Sunair Oostende            | 3–2   | Racing Maes Pils Mechelen   |
| 1981-1982 | Sunair Oostende            | 3–2   | Toptours Aarschot           |
| 1982-1983 | Sunair Oostende            | 3–0   | Racing Maes Pils Mechelen   |
| 1983-1984 | Sunair Oostende            | 3–1   | Hellas Gent                 |
| 1984-1985 | Sunair Oostende            | 3–0   | Racing Maes Pils Mechelen   |
| 1985-1986 | Sunair Oostende            | 3–1   | Maccabi Brussel             |
| 1986-1987 | Racing Maes Pils Mechelen  | 3–1   | Castors Braine              |
| 1987-1988 | Sunair Oostende            | 3–1   | Castors Braine              |
| 1988-1989 | Racing Maes Pils Mechelen  | 3–2   | Castors Braine              |
| 1989-1990 | Racing Maes Pils Mechelen  | 3–2   | Castors Braine              |
| 1990-1991 | Racing Maes Pils Mechelen  | 3–2   | Sunair Oostende             |
| 1991-1992 | Racing Maes Pils Mechelen  | 3–2   | Castors Braine              |
| 1992-1993 | Racing Maes Pils Mechelen  | 3–2   | Spirou Charleroi            |
| 1993-1994 | Racing Maes Pils Mechelen  | 3–2   | Spirou Charleroi            |
| 1994-1995 | Sunair Oostende            | 3–2   | Spirou Charleroi            |
| 1995-1996 | Spirou Charleroi           | 3–0   | Sunair Oostende             |
| 1996-1997 | Spirou Charleroi           | 3–0   | Sunair Oostende             |
| 1997-1998 | Spirou Charleroi           | 3–0   | Racing Basket Antwerpen     |
| 1998-1999 | Spirou Charleroi           | 3–1   | Racing Basket Antwerpen     |
| 1999-2000 | Racing Basket Antwerpen    | 3-1   | Telindus Oostende           |
| 2000-2001 | Telindus Oostende          | 3–0   | Spirou Charleroi            |
| 2001-2002 | Telindus Oostende          | 3–2   | Spirou Charleroi            |
| 2002-2003 | Spirou Charleroi           | 3–0   | Royal BC Verviers-Pepinster |
| 2003-2004 | Spirou Charleroi           | 3–2   | Liège Basket                |
| 2004-2005 | Euphony Bree               | 3–1   | Spirou Charleroi            |
| 2005-2006 | Telindus Oostende          | 3–1   | Dexia Mons-Hainaut          |
| 2006-2007 | Telindus Oostende          | 3–2   | Euphony Bree                |
| 2007-2008 | Spirou Charleroi           | 3–0   | Euphony Bree                |
| 2008-2009 | Spirou Charleroi           | 3–0   | Dexia Mons-Hainaut          |
| 2009-2010 | Spirou Charleroi           | 3–1   | Liège Basket                |
| 2010-2011 | Spirou Charleroi           | 3–0   | Okapi Aalstar               |
| 2011-2012 | Telenet Oostende           | 3–2   | Spirou Charleroi            |
| 2012-2013 | Telenet Oostende           | 3–0   | Belfius Mons-Hainaut        |
| 2013-2014 | Telenet Oostende           | 3–2   | Okapi Aalstar               |
| 2014-2015 | Telenet Oostende           | 3–1   | Belfius Mons-Hainaut        |
| 2015-2016 | Telenet Oostende           | 3–1   | Okapi Aalst                 |
| 2016-2017 | Telenet Oostende           | 3–1   | Basic-Fit Brussels          |
| 2017-2018 | BC Oostende                | 3–0   | Antwerp Giants              |
| 2018-2019 | BC Oostende                | 3–1   | Antwerp Giants              |
| 2019-2020 | BC Oostende                | -     |                             |
| 2020-2021 | BC Oostende                | 3-1   | Belfius Mons-Hainaut        |
| 2021-2022 | BC Oostende                | 3-1   | Kangoeroes Basket Mechelen  |
| 2022-2023 | BC Oostende                | 3-1   | Antwerp Giants              |
| 2023-2024 | BC Oostende                | 3-1   | Antwerp Giants              |
| 2024-2025 | BC Oostende                | 3-1   | Kangoeroes Basket Mechelen  |

## Titels per club
| + | Clubs die niet meer bestaan. |

| Titels | Team                     | Seizoenen |
| ------ | ------------------------ | --- |
| 26     | BC Oostende              | 1981, 1982, 1983, 1984, 1985, 1986, 1988, 1995, 2001, 2002, 2006, 2007, 2012, 2013, 2014, 2015, 2016, 2017, 2018, 2019, 2020, 2021, 2022, 2023, 2024, 2025 |
| 15     | Racing Mechelen +        | 1965, 1966, 1967, 1969, 1974, 1975, 1976, 1980, 1987, 1989, 1990, 1991, 1992, 1993, 1994                                                                   |
| 10     | Spirou Charleroi         | 1996, 1997, 1998, 1999, 2003, 2004, 2008, 2009, 2010, 2011                                                                                                 |
| 8      | Antwerpse B.C. +         | 1956, 1959, 1960, 1961, 1962, 1963, 1964, 1973 |
| 7      | Royal IV +               | 1939, 1942, 1952, 1953, 1954, 1957, 1958 |
| 6      | Semailles BC +           | 1946, 1947, 1948, 1949, 1950, 1951 |
| 4      | Royal Fresh Air +        | 1937, 1938, 1978, 1979 |
| 4      | Brussels Athletic Club + | 1928, 1930, 1931, 1933 |
| 3      | Daring Club Brussel +    | 1929, 1932, 1934 |
| 3      | Standard Luik +          | 1968, 1970, 1977 |
| 2      | Bus Lier +               | 1971, 1972 |
| 2      | Amicale Sportive +       | 1935, 1936 |
| 1      | Bree +                   | 2005 |
| 1      | Antwerp Giants           | 2000 |
| 1      | Hellas Gent +            | 1955 |

## Competitiesponsoren
- 2005–2014: Ethias League[14]
- 2014–2016: Scoore! League
- 2016–2021: Euromillions Basketball League[15]

## Individuele prijzen
Speler van het jaar
Speler van het jaar is een prijs in het Belgische basketbal die gegeven wordt aan de beste Belgische speler of speelster van de hoogste Belgische basketbalklasse. De prijs wordt uitgedeeld aan het eind van het reguliere seizoen. Het referendum voor deze verkiezing wordt georganiseerd door Het Nieuwsblad.
Erelijst: zie Speler van het jaar (basketbal België)
MVP van het jaar
Most valuable player van het jaar (MVP) is een prijs in het Belgische basketbal die gegeven wordt aan de beste speler van de hoogste Belgische basketbalklasse. De prijs wordt uitgedeeld aan het eind van het reguliere seizoen. Het referendum voor deze verkiezing wordt georganiseerd door Le Soir.
Erelijst: zie Most valuable player van het jaar (basketbal België)
Belofte van het jaar
Belofte van het jaar is een prijs die gegeven wordt aan de beste beloftevolle jonge speler of speelster van de hoogste Belgische basketbalklasse. De prijs wordt uitgedeeld aan het eind van het reguliere seizoen.
Het referendum voor deze verkiezing wordt georganiseerd door Het Nieuwsblad. Vroeger werd de prijs ook Rookie van het jaar genoemd en georganiseerd door het magazine Magic Basket.
Erelijst: zie Belofte van het jaar (basketbal België)
Coach van het jaar
Coach van het jaar is een prijs die gegeven wordt aan de beste coach van een mannen- en vrouwenclub van de hoogste Belgische basketbalklasse. De prijs wordt uitgedeeld aan het eind van het reguliere seizoen.
Erelijst: zie Coach van het jaar (basketbal België)
Phoenix Brussels · BC Oostende · Union Mons-Hainaut ·  Liège Basket · Okapi Aalst · Limburg United · Kangoeroes Basket Mechelen · Antwerp Giants · Spirou Basket · Leuven Bears
1928 · 1929 · 1930 · 1931 · 1932 · 1933 · 1934 · 1935 · 1936 · 1937 · 1938 · 1939 · 1940 · 1941 · 1942 · 1943 · 1944 · 1945 · 1946 · 1947 · 1948 · 1949 · 1950 · 1951 · 1952 · 1953 · 1954 · 1955 · 1956 · 1957 · 1958 · 1959 · 1960 · 1961 · 1962 · 1963 · 1964 · 1965 · 1966 · 1967 · 1968 · 1969 · 1970 · 1971 · 1972 · 1973 · 1974 · 1975 · 1976 · 1977 · 1978 · 1979 · 1980 · 1981 · 1982 · 1983 · 1984 · 1985 · 1986 · 1987 · 1988 · 1989 · 1990 · 1991 · 1992 · 1993 · 1994 · 1995 · 1996 · 1997 · 1998 · 1999 · 2000 · 2001 · 2002 · 2003 · 2004 · 2005 · 2006 · 2007 · 2008 · 2009 · 2010 · 2011 · 2012 · 2013 · 2014 · 2015 · 2016 · 2017 · 2018 · 2019 · 2020 · 2021
Mannenbasketbal: Eerste klasse · Tweede klasse · Derde klasse · Beker van België · Supercup · Nationale ploeg

Vrouwenbasketbal: Eerste klasse · Nationale ploeg

Organisatie: Basketball Belgium · Basketbal Vlaanderen